# Лима, Дуглас
Ду́глас Ли́ма (порт.-браз. Douglas Lima; 5 января 1988, Гояния) — бразильский боец смешанного стиля, выступает на профессиональном уровне начиная с 2006 года. Известен по участию в турнирах таких престижных американских организаций как MFC и Bellator, бывший чемпион Bellator в полусредней весовой категории, трёхкратный победитель гран-при Bellator в полусреднем весе.

## Биография
Дуглас Лима родился 5 января 1988 года в городе Гояния. В молодости переехал в Атланту, где присоединился к известному бойцовскому клубу American Top Team и в 2006 году на профессиональном уровне дебютировал в смешанных единоборствах. В первых пяти боях неизменно был победителем, затем вышел против крепкого американца Мэтта Брауна и потерпел первое в карьере поражение, техническим нокаутом во втором раунде.
В 2007 году Лима сделал серию из шести побед подряд, в результате чего получил возможность оспорить вакантный титул чемпиона в полусреднем весе по версии American Fight League. Он несколько раз пытался поймать своего соперника, американца Брента Видмана, в «треугольник», но тот каждый раз благополучно выбирался из захватов, а в концовке второго раунда провёл рычаг локтя и выиграл сдачей. 2009 год сложился для Лимы не очень удачно, из четырёх боёв он вышел победителем только из двух, тогда как два других проиграл.
Восхождение Дугласа Лимы к вершинам смешанных единоборств началось в 2010 году, когда он заключил контракт с престижной организацией Maximum Fighting Championship. Он провёл здесь три победных боя, завоевал и защитил титул чемпиона в полусреднем весе, причём выполненные им «треугольник» и рычаг локтя признавались лучшими приёмами вечера, а технический нокаут в поединке с Терри Мартином — лучшим нокаутом вечера.
В 2011 году Лима перешёл в не менее известный американский промоушен Bellator и сразу же присоединился к пятому сезону гран-при полусреднего веса. В четвертьфинальном поединке единогласным решением судей взял верх над Стивом Карлом, в полуфинале нокаутировал Криса Лосано, в финале нокаутом победил Бена Сондерса. Став победителем гран-при, удостоился права выйти на бой за пояс чемпиона, который на тот момент принадлежал Бену Аскрену. Аскрен контролировал ход поединка в течение всех пяти раундов и в итоге выиграл единогласным судейским решением.
Потерпев неудачу, Лима продолжил драться в клетке и в 2012 году предпринял ещё одну попытку заполучить титул — попал в «восьмёрку» восьмого сезона гран-при полусредней весовой категории. В четвертьфинале лоу-киками забил россиянина Михаила Царёва, в полуфинале нокаутировал американца Брайана Бейкера, в финале вновь встречался с Беном Сондерсом и вновь нокаутировал его. Поскольку Аскрен к тому времени уже покинул Bellator, чемпионский титул стал вакантным, и в 2014 году Лима разыграл его с победителем следующего девятого сезона гран-при Риком Хоуном. Хоун несколько раз оказывался в нокдауне, пропуская сильные удары ногами Лимы, и в итоге во втором раунде его угол принял решение прекратить поединок.
Первая защита титула должна была состояться в феврале 2015 года, в бою против британца Пола Дейли, однако Лима из-за травмы отказался от участия в этом турнире и был заменён соотечественником Андре Сантусом. В итоге провёл первую защиту в июле против россиянина Андрея Корешкова и лишился титула, проиграв единогласным решением судей.
В 2016 году победил единогласным решением Пола Дейли и взял реванш у Корешкова, вернув себе титул чемпиона Bellator в полусреднем весе. Позже в поединке с Лорензом Ларкином защитил полученный чемпионский пояс.
Лишился чемпионского титула в январе 2018 года, проиграв единогласным решением канадцу Рори Макдональду.
В этом же году 29 сентября 2018 года завершил трилогию с Андреем Корешковым удушением сзади, тем самым пройдя первый этап гран-при полусредневесов Bellator

## Статистика в профессиональном ММА
| Боёв 45  | Побед 33 | Поражений 12 |
| -------- | -------- | ------------ |
| Нокаутом | 16       | 1            |
| Сдачей   | 10       | 1            |
| Решением | 7        | 10           |

| Результат | Рекорд | Соперник               | Способ                             | Турнир                                                | Дата             | Раунд | Время | Место                      | Примечание                                                                    |
| --------- | ------ | ---------------------- | ---------------------------------- | ----------------------------------------------------- | ---------------- | ----- | ----- | -------------------------- | ----------------------------------------------------------------------------- |
| Поражение | 33-12  | Аарон Джеффери         | Единогласное решение               | Bellator Champions Series 4                           | 7 сентября 2024  | 3     | 5:00  | Сан-Диего, Калифорния, США |                                                                               |
| Победа    | 33–11  | Костелло ван Стенис    | Единогласное решение               | Bellator 296                                          | 12 мая 2023      | 3     | 5:00  | Париж, Франция             | Вернулся в средний вес                                                        |
| Поражение | 32–11  | Джейсон Джексон        | Единогласное решение               | Bellator 283                                          | 22 июля 2022     | 5     | 5:00  | Вашингтон, США             | Бой в промежуточном весе; Дима не сделал вес                                  |
| Поражение | 32-10  | Майкл Пэйдж            | Раздельное решение                 | Bellator 267                                          | 1 октября 2021   | 3     | 5:00  | Лондон, Великобритания     |                                                                               |
| Поражение | 32-9   | Ярослав Амосов         | Единогласное решение               | Bellator 260                                          | 11 июня 2021     | 5     | 5:00  | Анкасвилл, США             | Утратил титул чемпиона Bellator в полусреднем весе.                           |
| Поражение | 32-8   | Гегард Мусаси          | Единогласное решение               | Bellator 250                                          | 29 октября 2020  | 5     | 5:00  | Анкасвилл, США             | Бой за вакантный титул чемпиона Bellator в среднем весе.                      |
| Победа    | 32-7   | Рори Макдональд        | Единогласное решение               | Bellator 232                                          | 26 октября 2019  | 5     | 5:00  | Анкасвилл, США             | Выиграл гран-при Bellator в полусреднем весе и титул чемпиона Bellator.       |
| Победа    | 31-7   | Майкл Пэйдж            | KO (удары руками)                  | Bellator 221                                          | 11 мая 2019      | 2     | 0:35  | Роузмонт, США              | Полуфинал гран-при Bellator в полусреднем весе.                               |
| Победа    | 30-7   | Андрей Корешков        | Техническая сдача (удушение сзади) | Bellator 206                                          | 29 сентября 2018 | 5     | 3:04  | Сан-Хосе, США              | Четвертьфинал гран-при Bellator в полусреднем весе.                           |
| Поражение | 29-7   | Рори Макдональд        | Единогласное решение               | Bellator 192                                          | 20 января 2018   | 5     | 5:00  | Инглвуд, США               | Лишился титула чемпиона Bellator в полусреднем весе.                          |
| Победа    | 29-6   | Лоренз Ларкин          | Единогласное решение               | Bellator 180                                          | 24 июня 2017     | 5     | 5:00  | Нью-Йорк, США              | Защитил титул чемпиона Bellator в полусреднем весе.                           |
| Победа    | 28-6   | Андрей Корешков        | KO (удар рукой)                    | Bellator 164                                          | 10 ноября 2016   | 3     | 1:21  | Тель-Авив, Израиль         | Выиграл титул чемпиона Bellator в полусреднем весе.                           |
| Победа    | 27-6   | Пол Дейли              | Единогласное решение               | Bellator 158                                          | 16 июля 2016     | 3     | 5:00  | Лондон, Англия             |                                                                               |
| Поражение | 26-6   | Андрей Корешков        | Единогласное решение               | Bellator 140                                          | 17 июля 2015     | 5     | 5:00  | Анкасвилл, США             | Лишился титула чемпиона Bellator в полусреднем весе.                          |
| Победа    | 26-5   | Рик Хоун               | TKO (остановлен секундантом)       | Bellator 117                                          | 18 апреля 2014   | 2     | 3:19  | Каунсил-Блафс, США         | Выиграл вакантный титул чемпиона Bellator в полусреднем весе.                 |
| Победа    | 25-5   | Бен Сондерс            | KO (ногой в голову)                | Bellator 100                                          | 20 сентября 2013 | 2     | 4:33  | Финикс, США                | Финал гран-при 8 сезона Bellator в полусреднем весе.                          |
| Победа    | 24-5   | Брайан Бейкер          | KO (удар рукой)                    | Bellator 90                                           | 21 февраля 2013  | 1     | 2:34  | Уэст-Валли-Сити, США       | Полуфинал гран-при 8 сезона Bellator в полусреднем весе.                      |
| Победа    | 23-5   | Михаил Царёв           | TKO (удары ногами)                 | Bellator 86                                           | 24 января 2013   | 2     | 1:44  | Такервилл, США             | Четвертьфинал гран-при 8 сезона Bellator в полусреднем весе.                  |
| Победа    | 22-5   | Джейкоб Ортис          | TKO (удары ногами)                 | Bellator 79                                           | 2 ноября 2012    | 3     | 4:50  | Рама, Канада               | Бой промежуточном весе 81,6 кг.                                               |
| Поражение | 21-5   | Бен Аскрен             | Единогласное решение               | Bellator 64                                           | 6 апреля 2012    | 5     | 5:00  | Уинсор, Канада             | Бой за титул чемпиона Bellator в полусреднем весе.                            |
| Победа    | 21-4   | Бен Сондерс            | KO (удары руками)                  | Bellator 57                                           | 12 ноября 2011   | 2     | 1:21  | Рама, Канада               | Финал гран-при 5 сезона Bellator в полусреднем весе.                          |
| Победа    | 20-4   | Крис Лоцано            | KO (удар рукой)                    | Bellator 53                                           | 8 октября 2011   | 2     | 3:14  | Майами, США                | Полуфинал гран-при 5 сезона Bellator в полусреднем весе.                      |
| Победа    | 19-4   | Стив Карл              | Единогласное решение               | Bellator 49                                           | 10 сентября 2011 | 3     | 5:00  | Атлантик-Сити, США         | Четвертьфинал гран-при 5 сезона Bellator в полусреднем весе.                  |
| Победа    | 18-4   | Терри Мартин           | TKO (удары руками)                 | MFC 29: Conquer                                       | 8 апреля 2011    | 1     | 1:14  | Уинсор, Канада             | Защитил титул чемпиона MFC в полусреднем весе; Лучший нокаут вечера.          |
| Победа    | 17-4   | Джесси Хуарес          | Сдача (рычаг локтя треугольником)  | MFC 27                                                | 12 ноября 2010   | 3     | 2:37  | Эдмонтон, Канада           | Выиграл вакантный титул чемпиона MFC в полусреднем весе; Лучший приём вечера. |
| Победа    | 16-4   | Райан Форд             | Сдача (рычаг локтя)                | MFC 26                                                | 10 сентября 2010 | 2     | 0:48  | Эдмонтон, Канада           | Лучший приём вечера.                                                          |
| Победа    | 15-4   | Кортес Коулман         | Раздельное решение                 | SportFight X-1: Beatdown                              | 26 марта 2010    | 3     | 5:00  | Атланта, США               | Финал гран-при Redline 2010 в среднем весе.                                   |
| Победа    | 14-4   | Клинт Хестер           | Единогласное решение               | Sin City Fight Club: Redline Grand Prix Round 2       | 13 ноября 2009   | 3     | 5:00  | Атланта, США               | Полуфинал гран-при Redline 2010 в среднем весе.                               |
| Победа    | 13-4   | Эдди Эрнендес          | Сдача (треугольник)                | Sin City Fight Club: Redline Grand Prix Opening Round | 10 октября 2009  | 1     | 2:34  | Атланта, США               | Четвертьфинал гран-при Redline 2010 в среднем весе.                           |
| Поражение | 12-4   | Эрик Далберг           | Единогласное решение               | Best of the Best                                      | 12 июня 2009     | 3     | 5:00  | Колумбус, США              |                                                                               |
| Поражение | 12-3   | Чарльз Блэнкхард       | Единогласное решение               | KOTC: Invincible                                      | 27 марта 2009    | 3     | 5:00  | Атланта, США               |                                                                               |
| Победа    | 12-2   | Джозеф Бейзе           | TKO (удары руками)                 | Southern Kentucky: Combat League                      | 23 августа 2008  | 1     | 2:30  | Оуэнсборо, США             |                                                                               |
| Поражение | 11-2   | Брент Видмен           | Сдача (рычаг локтя)                | AFL: Bulletproof                                      | 30 мая 2008      | 2     | 4:39  | Атланта, США               | Бой за вакантный титул чемпиона AFL в полусреднем весе.                       |
| Победа    | 11-1   | Коди Сенсени           | TKO (удары руками)                 | AFL: Eruption                                         | 7 марта 2008     | 1     | 2:45  | Лексингтон, США            |                                                                               |
| Победа    | 10-1   | Эрик Давила            | Сдача (рычаг локтя)                | ROF 31: Undisputed                                    | 1 декабря 2007   | 2     | 3:52  | Брумфилд, США              |                                                                               |
| Победа    | 9-1    | Дэниел Дуглас          | Сдача (удушение сзади)             | RMBB & PCF 1: HellRazor                               | 16 октября 2007  | 1     | 0:28  | Денвер, США                |                                                                               |
| Победа    | 8-1    | Кайл Бейкер            | Сдача (рычаг локтя треугольником)  | Reign in the Cage                                     | 11 августа 2007  | 1     | 4:45  | Алабама, США               |                                                                               |
| Победа    | 7-1    | Эд Нуно                | TKO (травма)                       | XFS 6: Bad Blood                                      | 14 июля 2007     | 1     | 0:28  | Бойсе, США                 |                                                                               |
| Победа    | 6-1    | Джошуа Хенкок          | TKO (удары)                        | Evolution: Mayhem in Albany                           | 10 марта 2007    | 1     | N/A   | Олбани, США                |                                                                               |
| Поражение | 5-1    | Мэтт Браун             | TKO (удары руками)                 | ISCF: Invasion                                        | 9 февраля 2007   | 2     | 2:50  | Кеннесо, США               | Бой за вакантный титул ISCF Eastern U.S. в полусреднем весе.                  |
| Победа    | 5-0    | Рэй Пералес            | TKO (удары руками)                 | Xtreme Fight Series 3                                 | 15 декабря 2006  | 1     | 3:07  | Бойсе, США                 |                                                                               |
| Победа    | 4-0    | Джон Неллермо          | Сдача (треугольник)                | ISCF: Southside Slugfest                              | 21 октября 2006  | 1     | 1:07  | Пичтри-Сити, США           |                                                                               |
| Победа    | 3-0    | Нейтен Остеркамп       | Сдача (удушение сзади)             | Border Warz                                           | 14 октября 2006  | 1     | 1:57  | Колорадо-Спрингс, США      |                                                                               |
| Победа    | 2-0    | Стив Линтон            | Вербальная сдача                   | ISCF: Fever Fight Night                               | 22 сентября 2006 | 1     | N/A   | Атланта, США               |                                                                               |
| Победа    | 1-0    | Карлус Жулиу Молестина | KO (удар)                          | Wild Bill’s: Fight Night 3                            | 14 июля 2006     | 1     | 1:08  | Дулут, Джорджия, США       |                                                                               |